# Ремон Кено
Ремо́н Кено́, Раймо́н Кено́ (фр. Raymond Queneau; 21 лютого 1903, Гавр — 25 жовтня 1976, Париж) — французький прозаїк, поет, есеїст, перекладач, діалогіст кіно, співзасновник експериментальної групи УЛІПО (1960 р.), багаторічний співробітник провідного французького видавництва «Ґаллімар» (з 1938 р.), член Ґонкурівської академії (з 1951 р.).
Відзначився книгами «Зазі в метро», «Мій друг П'єро», «Сині квіти», есе «Вправи зі стилю». Був сміливим мовним експериментатором, письменником, який, за висловом критика Б. Пуаро-Дельпеша, змальовує мову за допомогою сюжету на відміну від авторів, які за допомогою мови змальовують сюжет.

## Біографія
Ремон Кено виріс у Гаврі у родині дрібних торговців — його батьки тримали галантерейну крамницю (ці автобіографічні елементи потраплять до роману «Радість життя» («Le dimanche de la vie», 1952). Отримав католицьке виховання, проте став атеїстом. Зі шкільних років захоплюється мовами і вивчає грецьку, цікавиться івритом і арабською.
Після завершення середньої освіти записується на філософський факультет Сорбонни. Потім у Вищій практичній школі слухає курс лекцій Олександра Кожева про Геґеля. Захоплюється творчістю Марселя Пруста, здобуває ступінь ліценціата філології. Вивчає математику.
Щоб підтримати навчання єдиного сина у Сорбонні, батьки Р.Кено переїздять ближче до Парижа — до Епіне-сюр-Сен. Завдяки цьому околиці Парижа, паризькі вокзали і «культурне освоєння» столиці провінціалом стають рекурентною темою його творчості.
З 1924 року Р. Кено приєднується до групи сюрреалістів Андре Бретона, від якої відходить у 1930 р. з «особистих причин». Свій сюрреалістичний досвід він із сарказмом опише в романі «Оділь» (фр. Odile, 1937).
У 1925-27 роках під час служби у війську Р.Кено бере участь у Рифській війні у Марокко.
У 1927 році Р.Кено оселяється в Парижі і живе дрібними підробітками. Завдяки доброму знанню англійської вивчає американську літературу, захоплюється Дж. Джойсом. У різні роки видає переклади американських письменників. Стає членом «Групи вулиці Шато», до якої входять, зокрема, поет Жак Превер та художники Марсель Дюамель та Ів Танґі.
У 1928 р. одружується з Жаніною Кан — сестрою дружини Андре Бретона Сімони.
З 1931 по 1933 рр. разом із Жоржем Батаєм співпрацює в органі «Демократичного комуністичного гуртка» Бориса Суваріна — журналі «Соціальна критика». Займається психоаналізом. Працює в газеті «Інтрансіжан» (фр. L'Intransigent).
Під час кількамісячної поїздки до Греції у 1932 році вивчає грецьку мову і усвідомлює значний розрив між близькою до класичної літературною та розмовною грецькою. Вбачаючи загрозу у віддаленні літературної мови від народної, Р.Кено формулює ідею створення «третьої» або «ново-французької» мови, яка має запозичити розмовні лексику й синтаксис та почасти фонетичне письмо. «Ново-французькою» частково написано його перший роман «Пирій» (фр. Le chiendent, 1933), «Зазі в метро» (фр. Zazie dans le métro, 1959), інші. Проте, в останні роки життя Р.Кено визнав марність проекту «ново-французької», бо усвідомив, що масове поширення телебачення і, завдяки йому, нормативного мовлення, скоротило розрив між розмовною й літературною мовою.
У наступні роки Р.Кено пише книги, де переважають автобіографічні мотиви — «Останні дні» (фр. Les derniers jours, 1936), «Оділь» (фр. Odile, 1937), «Діти мулу» (фр. Les enfants du limon, 1938) та роман у віршах «Дуб і пес» (фр. Chêne et chien, 1937).
З 1938 року Р.Кено працює у видавництві Ґаллімар редактором, відповідає за переклади з англійської мови, стає членом редакційної колегії, головним редактором, з 1954 р. керує виданням престижної серії «Бібліотека Плеяди».
Під час окупації перебуває в Парижі, пише романи «Мій друг П'єро» (фр. Pierrot, mon ami, 1942), який приносить автору перший широкий успіх, «Далеко від Рюея» (фр. Loin de Rueil, 1944), видає поетичну збірку «Очі-вóди» (фр. Les ziaux). У русі Опору участі не бере, але ретельно уникає співпраці з колабораціоністськими виданнями. У 1944 р. обирається членом Національного комітету письменників.
У другій половині 40-х рр. Р.Кено стає однією зі знакових постатей паризького літературно-мистецького життя, зосередженого у кварталі Сен-Жермен-де-Пре. Тривалою популярністю користується пісня на його слова «Дівчисько, якщо ти гадаєш…», яку з успіхом виконує Жульєт Ґреко.
У 1947 р. з'являються «Вправи зі стилю» — кілька десятків різностильових варіацій з описом однієї й тієї ж ситуації, на які автора надихнув концерт, на якому виконувалося «Мистецтво фуги» Й. С. Баха. Частину «Вправ» ставить на сцені майбутній популярний кінорежисер Ів Робер. Того ж року під псевдонімом Саллі Мара виходить пародійна ірландська сага «Не можна бути таким добрим із жінками» (фр. On est toujours trop bon avec les femmes).
У 1948 році виходять роман «Святий Жени-дощ» ((фр. Saint-Glinglin), поетична збірка «Фатальна мить» (фр. L'instant fatal), у 1950 — поема «Маленька портативна космогонія» (фр. Petite cosmogonie portative), збірка статей «Риски, цифри й літери» (фр. Bâtons, chiffres et lettres) про мову сучасної літератури та романну техніку. Того ж року він входить до складу «Колегіуму патафізики» — «науки про уявні рішення та про закони, що керують винятками».
У 1951 р. Р.Кено стає членом журі найпрестижнішої у Франції літературної премії імені братів Ґонкур (Ґонкурівської академії), що є беззаперечним визнанням його помітного місця у французькій літературі.
У головного героя наступного роману — «Радість життя» (фр. Le dimanche de la vie, 1952) Валантена Брю, — багато спільних із автором рис. Недарма французьке товариство шанувальників Р.Кено у Гаврі називається «Друзі Валантена Брю».
Велику й несподівану для автора популярність приносить роман «Зазі в метро» («Zazie dans le métro», 1959), який наступного року екранізує один із провідних режисерів «нової хвилі» Луї Маль . «Зазі в метро» посіла 36-е місце серед 50 книг, які було визнано шедеврами літератури XX століття під час опитування, проведеного у 1999 році у Франції газетою «Монд» та мережею книгарень Fnac.
У 1960 р. Р. Кено разом із математиком Ф. Ле Ліонне засновує експериментальну групу «Майстерня потенційної літератури» (УЛІПО — «Ouvroir de la littérature potentielle», ULIPO).
«Сто тисяч мільярдів поезій» (1961) ілюструють принципи «потенційної літератури», яка, завдяки комбінаториці, може породити незчисленну кількість літературних текстів. Принцип «Ста тисяч мільярдів поезій» засновано на взаємозамінності між собою всіх рядків усіх десяти сонетів циклу. Члени УЛІПО вбачали цьому перший «уліпівський» літературний твір. Інший «уліпівський» метод S+7 полягав у зсуві слів — заміні кожного повнозначного слова тексту сьомим словом, що йде за ним у тлумачному словнику і, таким чином, створення нового твору. Цей метод застосовано у «Вправах зі стилю» («Нотатки зі зсувом слів» — «Translation»). Однак, Р.Кено швидко розчарувався в експериментах УЛІПО.
У 1965 р. виходить роман «Сині квіти» (фр. Les fleurs bleues), герой якого роздвоюється в уяві між нашим сучасником Сідроленом, що споглядає життя, живучи на баржі, пришвартованій до набережної Сени в Парижі, і бунтівливим герцогом Озьким, що його пригоди відбуваюся у різні епохи — від Середньовіччя до передодня Французької революції.
Справді, попри позірну легкість, іронію й гумор романи Р.Кено відзначаються насиченою інтертекстуальністю та численними культурними, історичними й мистецькими алюзіями. Будучи знавцем філософії, автор вкраплював у свої романи посилання на ідеї Декарта («Пирій»), Гегеля («Радість життя», «Зазі в метро»), Сартра («Зазі в метро»). А в «Синіх квітах» письменник Рене Етьямбль (René Etiembles) вбачав таоїстську книгу.
У наступні роки Р.Кено видає поетичні збірки «Бігцем по вулицях» (фр. Courir les rues, 1967), «Пішки по полях» («Battre la campagne», 1968), «Уплав по хвилях» (фр. Fendre les flots, 1968), «Елементарна мораль» (фр. Morale élémentaire, 1969) та останній роман «Політ Ікара» (фр. Le vol d’Icare, 1968), у якому автор вкотре розмірковує над романною творчістю.
У 1973 році Р.Кено повертається до «Вправ зі стилю», вилучає деякі з них та дописує нові, доводячи кількість варіацій до «ідеального», як він вважає, числа — 99.

## Твори
Повне зібрання творів Кено вийшло друком у серії Бібліотека Плеяди (Ґаллімар)

### Романи
- Le Chiendent, 1933, Prix des Deux Magots
- Gueule de pierre, 1934
- Les Derniers Jours, 1936
- Odile, 1937
- Les Enfants du limon, 1938
- Un rude hiver, 1939
- Les Temps mêlés (Gueule de pierre II), 1941
- Pierrot mon Ami, 1942
- Loin de Rueil, 1944
- On est toujours trop bon avec les femmes, 1947
- Saint-Glinglin, 1948
- Le Journal intime de Sally Mara, 1950
- Le Dimanche de la vie, 1952
- Zazie dans le métro, 1959
- Les Fleurs bleues, 1965
- Le Vol d'Icare, 1968

### Поетичні збірки
- Chêne et Chien, 1937;
- Les Ziaux, 1943;
- Bucoliques, 1947;
- L'Instant fatal, 1948;
- Petite cosmogonie portative, 1950;
- Si tu t'imagines, 1952;
- Le Chien à la mandoline, 1958;
- Le Chant du styrène, 1958;
- «Сто тисяч мільярдів віршів» (фр. Cent mille milliards de poèmes), 1961;
- Courir les rues, 1967;
- Battre la campagne, 1968;
- Fendre les flots, 1969;
- Morale élémentaire, 1975.

### Есеїстика
- Bâtons, chiffres et lettres, 1950
- Pour une bibliothèque idéale, 1956
- Entretiens avec Georges Charbonnier, 1962
- Bords, 1963
- Une Histoire modèle, 1966
- Le Voyage en Grèce, 1973
- Traité des vertus démocratiques, 1993

### Різне
- Exercices de style, 1947
- Contes et propos, 1981
- Journal 1939—1940, 1986
- Journaux 1914—1965, 1996
- Lettres croisées 1949—1976 : André Blavier-Raymond Queneau, correspondance présentée et annotée par Jean-Marie Klinkenberg, 1988
- Sur les suites s-additives, Journal of Combinatorial Theory 12 (1972), p. 31-71

### Переклади
- Le Mystère du train d'or d'Edgar Wallace, avec sa femme Janine, sous le nom de Jean Raymond, 1934
- Peter Ibbetson de George du Maurier, 1949
- L'Ivrogne dans la brousse (The Palm wine drinkard) d'Amos Tutuola, 1953
- Cela ne peut arriver ici, Sinclair Lewis, 1953

### Діалоги до фільмів
Р.Кено написав діалоги для таких фільмів:
- «Месьє Ріпуа» («Monsieur Ripois»), режисер Рене Клеман (1954)
- «Смерть у цім саду» («La mort en ce jardin»), режисер Луїс Бунюель (1956)
- «Двоє» («Un couple»), режисер Жан П'єр Мокі (1960)
- «Місто несказанного страху» («La cité de l'indicible peur»), режисер Жан П'єр Мокі (1964)

### Листування
- Correspondances Raymond Queneau — Élie Lascaux, Verviers, Temps Mêlés, octobre 1979 (126 p.)
- Une correspondance Raymond Queneau — Boris Vian, Les amis de Valentin Brû, n° 21, 1982 (48 p.)
- Raymond Queneau et la peinture, Jean Hélion, Les amis de Valentin Brû, n° 24-25, 1983 (100 p.)
- Raymond Queneau et la peinture, II, Enrico Baj, Les amis de Valentin Brû, n° 26, 1984 (50 p.)
- Raymond Queneau et la peinture, IV, Élie Lascaux, Les amis de Valentin Brû, 1985 (88 p.)
- 30 lettres de Raymond Queneau à Jean Paulhan, Revue de l'association des amis de Valentin Brû, 1986

## Переклади українською мовою
- Вправи зі стилю . / Переклали Ярослав Коваль і Юрій Лисенко (Юрко Позаяк). Львів: Піраміда, 2006; У кн.: Ремон Кено. Зазі в метро. Вправи зі стилю — Харків: Фоліо, 2015.
- Сто тисяч мільярдів поезій / Переклав Юрко Позаяк.  У кн.: Юрко Позаяк. Шедеври — Київ: В. І. М. А., 2013.
- Зазі в метро. Переклав Ярослав Коваль. У кн.: Ремон Кено. Зазі в метро. Вправи зі стилю — Харків: Фоліо, 2015.
- З жінками по-доброму не можна. Переклала Ярина Тарасюк.  Львів: Видавництво Астролябія, 2019.